# 特殊法人
特殊法人（とくしゅほうじん）とは、日本法において、法人のうち、その法人を設立する旨の具体的な法令の規定に基づいて設立され、独立行政法人、認可法人、特別民間法人のいずれにも該当しないもののことである。2025年4月現在、35の特殊法人がある。

## 定義
法令において、特殊法人とは、「法律により直接に設立された法人又は特別の法律により特別の設立行為をもって設立された法人であって、総務省設置法（平成11年法律第91号）第4条第1項第8号の規定の適用を受けるもの」をいうことが多い。なお、総務省設置法第4条第1項第8号において、独立行政法人（国立大学法人、大学共同利用機関法人および日本司法支援センターを含む）は、対象の法人から除かれている。この定義によれば地方共同法人も含まれるが、総務省のウェブサイトでは別の区分とされている。
総務省設置法の第4条第1項第8号の規定において「法律により直接に設立される法人又は特別の法律により特別の設立行為をもって設立すべきものとされる法人（独立行政法人を除く）」の新設、目的の変更その他当該法律の定める制度の改正および廃止に関する審査は、総務省がつかさどる事務とされている。

## 概説
特殊法人は、営利目的の市場原理による実施では不可能か、不可能に近いような事業の実施を目的として設立されることが通常である。公団、公社、事業団、特殊銀行、金庫、公庫、特殊会社など多岐にわたる形態があり、多くは「特殊法人」と呼ぶ場合が多く、公団や事業団などを指す場合が多かった。
運営上は、法人税や固定資産税などの納税が免除されたり、日本国政府の財政投融資による資金調達が可能であるなど、大きな特典を有している反面、事業計画には国会の承認が必要となること、不採算事業からの撤退が簡単には出来ない点など、国や政治家の意向に大きく左右される点も有する。
2000年代に入り、特殊法人は官僚の天下り先として利用されている、業務効率が悪いなど世論の批判も高まった。このため、特殊法人等改革基本法（同法附則第二項の規定により、2006年（平成18年）3月31日を以て失効）に基づき、特殊法人の事業については廃止、整理縮小又は合理化、他の実施主体への移管などの措置（同法5条2項1号）を、特殊法人の組織形態そのものについても、廃止・民営化・独立行政法人へ移行する措置を採ることも行われた。
また、特殊法人はgo.jpドメインを申請・取得することができる。一方、特殊会社はできない（保有は可能であるため、特殊法人が取得後、特殊会社化され保有し続けている事例はある）。

## 現存する特殊法人[2]

### 専ら個別法で運用される特殊法人
内閣府所管
- 沖縄振興開発金融公庫 - 沖縄振興開発金融公庫法

復興庁所管
- 福島国際研究教育機構 - 福島復興再生特別措置法に根拠条文。

総務省所管
- 日本放送協会（NHK） - 放送法に根拠条文。

文部科学省所管
- 日本私立学校振興・共済事業団 - 日本私立学校振興・共済事業団法

厚生労働省所管
- 日本年金機構 - 日本年金機構法
- 国立健康危機管理研究機構 - 国立健康危機管理研究機構法

農林水産省所管
- 日本中央競馬会（JRA） - 日本中央競馬会法

### 特殊法人である会社
- 「特殊会社」を参照。

### 特殊法人である学校法人
内閣府所管
- 沖縄科学技術大学院大学学園（沖縄科学技術大学院大学） - 2011年（平成23年）11月1日に、沖縄科学技術大学院大学学園法2条に基づく学校法人として設立[3]。

文部科学省所管
- 放送大学学園（放送大学）- 2003年（平成15年）10月1日に施行された放送大学学園法3条に基づく学校法人として設立される[4]。

## 過去に存在した特殊法人（類似形態含む）
いわゆる「三公社五現業」を含む公共企業体など。

### 特殊会社化
いわゆる特殊法人（狭義の特殊法人）から「（広義の）特殊法人たる特殊会社」に改組されたもの。
旧公社
- 日本電信電話公社（電電公社） - 1985年（昭和60年）3月31日に廃止され、日本電信電話（NTT）に改組。
- 日本専売公社（専売公社） - 1985年（昭和60年）3月31日に廃止され、日本たばこ産業（JT）に改組。
- 日本国有鉄道（国鉄） - 国鉄分割民営化により、1987年（昭和62年）3月31日に廃止され、4月1日に以下のJRグループ各社に分割・改組。
  - 北海道旅客鉄道（JR北海道）
  - 東日本旅客鉄道（JR東日本）
  - 東海旅客鉄道（JR東海）
  - 西日本旅客鉄道（JR西日本）
  - 四国旅客鉄道（JR四国）
  - 九州旅客鉄道（JR九州）
  - 日本貨物鉄道（JR貨物）

- 日本郵政公社 - 郵政民営化により、2007年（平成19年）9月30日に解散し、10月1日に以下の日本郵政グループ各社に分割・改組。
  - 日本郵政（以下4社の持ち株会社）、郵便局、郵便事業（日本郵便）、ゆうちょ銀行、かんぽ生命保険
    - 2012年10月1日に郵便局は郵便事業を吸収合併し、日本郵便となる。

旧公団
- 新東京国際空港公団 - 2004年（平成16年）4月1日に解散し、成田国際空港株式会社に改組。
- 日本道路公団 - 道路関係四公団民営化により、2005年（平成17年）9月30日に解散し、10月1日に経営運営を行うNEXCOグループ各社と、道路資産管理を行う独立行政法人日本高速道路保有・債務返済機構に分割・改組。
  - 東日本高速道路（NEXCO東日本）
  - 中日本高速道路（NEXCO中日本）
  - 西日本高速道路（NEXCO西日本）

- 都市高速道路経営・運営会社
  - 首都高速道路公団 - 2005年（平成17年）9月30日に解散し、首都高速道路株式会社に改組。
  - 阪神高速道路公団 - 2005年（平成17年）9月30日に解散し、阪神高速道路株式会社に改組。

- 本州四国連絡橋公団 - 2005年（平成17年）9月30日に解散し、本州四国連絡高速道路（JB本四高速）に改組。

旧営団
- 帝都高速度交通営団（営団地下鉄） - 2004年（平成16年）4月1日に解散し、東京地下鉄（東京メトロ）に改組。

旧公庫
- 国民生活金融公庫 - 2008年（平成20年）10月1日に解散し、日本政策金融公庫に統合。
- 中小企業金融公庫 - 2008年（平成20年）10月1日に解散し、日本政策金融公庫に統合。
- 農林漁業金融公庫 - 2008年（平成20年）10月1日に解散し、日本政策金融公庫に統合。

旧金庫
- 商工組合中央金庫 - 2008年（平成20年）10月1日に解散し、株式会社商工組合中央金庫に移行の後、完全民営化の予定。

旧特殊銀行
- 日本政策投資銀行 - 2008年（平成20年）10月1日に解散し、株式会社日本政策投資銀行に移行の後、完全民営化の予定。
- 国際協力銀行 - 2008年（平成20年）10月1日に解散。現在は株式会社国際協力銀行。

旧事業団
- 環境事業団 - 2004年（平成16年）4月1日に解散し、PCB廃棄物処理部門は日本環境安全事業株式会社（現・中間貯蔵・環境安全事業）に改組。

### 独立行政法人化
主に2001年（平成13年）12月の特殊法人等整理合理化計画に基づき独立行政法人に改組されたもの。その中で技術研究開発を手掛けていたものについては、さらに2015年に国立研究開発法人に改組された。
旧公団
- 緑資源公団 - 2003年（平成15年）10月1日に独立行政法人緑資源機構（現：国立研究開発法人森林研究・整備機構森林整備センター）に改組。
- 水資源開発公団 - 2003年（平成15年）10月1日に独立行政法人水資源機構に改組。
- 日本鉄道建設公団 - 2003年（平成15年）10月1日に運輸施設整備事業団と統合し、独立行政法人鉄道建設・運輸施設整備支援機構に改組。
- 石油公団 - 2004年（平成16年）2月29日に金属鉱業事業団と統合し、独立行政法人石油天然ガス・金属鉱物資源機構に改組。
- 地域振興整備公団及び都市基盤整備公団 - 2004年（平成16年）7月1日に統合し、独立行政法人都市再生機構（UR都市機構）に改組。前身組織の改編は下記の通り。
  - 日本住宅公団 + 宅地開発公団 → 住宅・都市整備公団 → 都市基盤整備公団
  - 産炭地域振興事業団 → 工業再配置・産炭地域振興公団 → 地域振興整備公団

旧事業団
- 国際協力事業団 - 2003年（平成15年）10月1日に独立行政法人国際協力機構（JICA=ジャイカ）に改組。
- 宇宙開発事業団 - 2003年（平成15年）10月1日に航空宇宙技術研究所及び宇宙科学研究所と統合し、独立行政法人（現：国立研究開発法人）宇宙航空研究開発機構（JAXA）に改組。
- 社会福祉・医療事業団 - 2003年（平成15年）10月1日に独立行政法人福祉医療機構に改組。
- 科学技術振興事業団 - 2003年（平成15年）10月1日に独立行政法人（現：国立研究開発法人）科学技術振興機構に改組。
- 運輸施設整備事業団 - 2003年（平成15年）10月1日に日本鉄道建設公団と統合し、独立行政法人鉄道建設・運輸施設整備支援機構に改組。
- 金属鉱業事業団 - 2004年（平成16年）2月29日に石油公団と統合し、独立行政法人石油天然ガス・金属鉱物資源機構に改組。
- 労働福祉事業団 - 2004年（平成16年）4月1日に独立行政法人労働者健康福祉機構に改組。
- 環境事業団 - 2004年（平成16年）4月1日に公害健康被害補償予防協会と統合し、独立行政法人環境再生保全機構に改組。
- 中小企業総合事業団 - 2004年（平成16年）7月1日に独立行政法人中小企業基盤整備機構に改組。また一部業務を中小企業金融公庫及び独立行政法人都市再生機構に移管。
- 農畜産業振興事業団 - 2004年（平成16年）10月1日に野菜供給安定基金と統合し、独立行政法人農畜産業振興機構に改組。

旧公庫
- 住宅金融公庫 - 2007年（平成19年）4月1日に独立行政法人住宅金融支援機構に改組。

旧その他の特殊法人
- 日本貿易振興会 - 2003年（平成15年）10月1日に独立行政法人日本貿易振興機構（JETRO=ジェトロ）に改組。
- 日本労働研究機構 - 2003年（平成15年）10月1日に厚生労働省労働研修所と統合し、独立行政法人労働政策研究・研修機構に改組。
- 理化学研究所 - 2003年（平成15年）10月1日に同名の独立行政法人（現：国立研究開発法人）に改組。
- 国際観光振興会- 2003年（平成15年）10月1日に独立行政法人国際観光振興機構に改組。
- 日本芸術文化振興会 - 2003年（平成15年）10月1日に同名の独立行政法人に改組。
- 日本学術振興会 - 2003年（平成15年）10月1日に同名の独立行政法人に改組。
- 北方領土問題対策協会 - 2003年（平成15年）10月1日に同名の独立行政法人に改組。
- 国民生活センター - 2003年（平成15年）10月1日に同名の独立行政法人に改組。
- 農業者年金基金 - 2003年（平成15年）10月1日に同名の独立行政法人に改組。
- 心身障害者福祉協会 - 2003年（平成15年）10月1日に独立行政法人国立重度知的障害者総合施設のぞみの園に改組。
- 国際交流基金 - 2003年（平成15年）10月1日に同名の独立行政法人に改組。
- 新エネルギー・産業技術総合開発機構 - 2003年（平成15年）10月1日に同名の独立行政法人（現：国立研究開発法人）に改組。
- 勤労者退職金共済機構 - 2003年（平成15年）10月1日に同名の独立行政法人に改組。
- 日本体育・学校健康センター - 2003年（平成15年）10月1日に独立行政法人日本スポーツ振興センターに改組。
- 雇用・能力開発機構 - 2004年（平成15年）3月1日に同名の独立行政法人に改組。
- 日本育英会 - 2004年（平成16年）4月1日に財団法人日本国際教育協会、内外学生センター、国際学友会及び関西国際学友会と統合し、独立行政法人日本学生支援機構に改組。
- 公害健康被害補償予防協会 - 2004年（平成16年）4月1日に環境事業団と統合し、独立行政法人環境再生保全機構に改組。
- 奄美群島振興開発基金 - 2004年（平成16年）10月1日に同名の独立行政法人に改組。
- 日本原子力研究所及び核燃料サイクル開発機構 - 2005年（平成17年）10月1日に両法人を統合し、独立行政法人（現：国立研究開発法人）日本原子力研究開発機構に改組。
- 年金資金運用基金 - 2006年（平成18年）4月1日に年金積立金管理運用独立行政法人に改組。

### 民営化あるいは民間法人化
特殊法人から民営化されたもの、あるいは公益法人、株式会社等の民間法人化されたもの。
旧金庫
- 農林中央金庫 - 1986年（昭和61年）9月8日に民間法人化。

旧特殊銀行
- 北海道拓殖銀行（拓銀）- 1950年（昭和25年）に民営化。その後1997年（平成9年）11月に経営破綻し、北洋銀行および中央信託銀行（現・三井住友信託銀行）に移管して1999年（平成11年）3月に解散、2006年（平成18年）1月に清算結了。
- 日本勧業銀行（勧銀）- 1950年（昭和25年）に民営化。その後1971年（昭和46年）10月1日に第一銀行と合併し、第一勧業銀行（現・みずほ銀行）に移管。
- 日本興業銀行（興銀）- 1950年（昭和25年）に民営化。その後2002年（平成14年）4月1日に第一勧業銀行及び富士銀行と合併・分割し、みずほフィナンシャルグループ傘下のみずほ銀行及びみずほコーポレート銀行に移管。

旧特殊会社
- 東京中小企業投資育成 - 1986年（昭和61年）7月1日に民営化。
- 名古屋中小企業投資育成 - 1986年（昭和61年）7月1日に民営化。
- 大阪中小企業投資育成 - 1986年（昭和61年）7月1日に民営化。
- 日本航空（JAL） - 1953年（昭和28年）10月設立、1987年（昭和62年）11月18日に完全民営化。
- 国際電信電話（KDD） - 1998年（平成10年）7月30日に完全民営化。（→現・KDDIの前身の一社）
- 電源開発（電発） - 2004年（平成16年）10月に完全民営化。（→現愛称・J-POWER）
- JRグループ
  - 東日本旅客鉄道（JR東日本） - 2002年（平成14年）に完全民営化。
  - 西日本旅客鉄道（JR西日本） - 2004年（平成16年）に完全民営化。
  - 東海旅客鉄道（JR東海） - 2006年（平成18年）に完全民営化。
  - 九州旅客鉄道（JR九州） - 2016年（平成28年）に完全民営化。

旧公営競技
- 日本自転車振興会（KEIRIN） - 2007年（平成19年）10月1日に民間法人化。（→現・公益財団法人JKA）
- 日本小型自動車振興会（AUTO RACE） - 2008年（平成20年）4月1日に財団法人JKA（旧・日本自転車振興会）に業務譲渡。
- 財団法人日本船舶振興会（KYOTEIのちBOAT RACE） - 2011年4月1日に公益財団法人日本財団に移行。かつては、モーターボート競走法の規定によって設置された関係上、特殊法人等改革基本法では特殊法人として扱われていた。

旧その他の特殊法人
- 高圧ガス保安協会 - 1986年（昭和61年）10月1日に民間法人化。
- 日本電気計器検定所 - 1986年（昭和61年）10月1日に民間法人化。
- 日本消防検定協会 - 1987年（昭和62年）1月1日に民間法人化。
- 消防団員等公務災害補償等共済基金 - 1997年（平成9年）4月1日に民間法人化。
- 社会保険診療報酬支払基金 - 2003年（平成15年）10月1日に民間法人化。
- 日本勤労者住宅協会 - 2003年（平成15年）10月1日に民間法人化。

### 地方共同法人化
特殊法人から地方共同法人化されたもの。
旧公庫
- 公営企業金融公庫 - 2008年（平成20年）10月1日に解散し、地方共同法人の地方公営企業等金融機構に業務移管。

旧公営競技
- 地方競馬全国協会（NAR）- 2008年（平成20年）1月1日より地方共同法人に移行。

### その他
- 現在の独立行政法人都市再生機構（UR都市機構）の前身組織
  - 産炭地域振興事業団 - 1972年（年）10月1日に工業再配置・産炭地域振興公団に改組。
  - 工業再配置・産炭地域振興公団 - 1974年（昭和49年）8月1日に地域振興整備公団に改組。
  - 地域振興整備公団 - 2004年（平成16年）7月に地方都市開発整備部門が都市基盤整備公団と統合し、独立行政法人都市再生機構に改組。産業系開発部門が中小企業総合事業団および産業基盤整備基金と統合し、中小企業基盤整備機構として新発足。
  - 日本住宅公団及び宅地開発公団 - 1981年（昭和56年）10月1日に統合し、住宅・都市整備公団（→都市基盤整備公団→現・独立行政法人都市再生機構）に改組。
  - 住宅・都市整備公団 - 1999年（平成11年）10月1日に都市基盤整備公団（現・独立行政法人都市再生機構）に改組。

- 現在の独立行政法人中小企業基盤整備機構（中小機構）の前身組織
  - 中小企業信用保険公庫及び中小企業事業団 - 1999年（平成11年）7月1日に統合し、中小企業総合事業団に改組。
  - 中小企業総合事業団及び地域振興整備公団（産業系開発部門）、産業基盤整備基金（省エネ・リサイクル分を除く） - 2004年（平成16年）7月に中小企業金融公庫（現・株式会社日本政策金融公庫）に統合された信用保険部門は除き、独立行政法人中小企業基盤整備機構に統合。産業基盤整備基金の省エネ・リサイクル業務は独立行政法人（現・国立研究開発法人）新エネルギー・産業技術総合開発機構（NEDO）に移管。

- こどもの国協会（こどもの国を運営） - 1981年（昭和56年）に廃止され、権利義務は、国へ帰属するが、子供の国の管理運営は、同名の社会福祉法人に移行。
- 国立競技場 - 1986年（昭和61年）に日本学校健康会と統合し、日本体育・学校健康センター（現・独立行政法人日本スポーツ振興センター）に改組。
- 船舶整備公団及び鉄道整備基金 - 1997年（平成9年）10月1日に統合し、運輸施設整備事業団（現・独立行政法人鉄道建設・運輸施設整備支援機構）に改組。
- 中小企業退職金共済事業団及び建設業・清酒製造業・林業退職金共済組合 - 1998年（平成10年）4月1日に統合し、勤労者退職金共済機構（現・同名の独立行政法人）に改組。
- アジア経済研究所 - 1998年（平成10年）7月1日に日本貿易振興会と統合し、日本貿易振興会アジア経済研究所（現・独立行政法人日本貿易振興機構アジア経済研究所）に改組。
- 動力炉・核燃料開発事業団 - 1998年（平成10年）10月1日に核燃料サイクル開発機構（現・国立研究開発法人日本原子力研究開発機構）に改組。
- 私立学校教職員共済組合及び日本私学振興財団 - 1998年（平成10年）10月1日に統合し、日本私立学校振興・共済事業団に改組。
- 日本国有鉄道清算事業団 - 1998年（平成10年）に解散し、日本鉄道建設公団（現・独立行政法人鉄道建設・運輸施設整備支援機構）に業務移管。
- 北海道東北開発公庫及び日本開発銀行 - 1999年（平成11年）10月1日に統合し、日本政策投資銀行（現・同名の特殊会社）に改組。
- 海外経済協力基金及び日本輸出入銀行（旧・日本輸出銀行） - 1999年（平成11年）10月1日に統合し、国際協力銀行に改組。
- 国民金融公庫及び環境衛生金融公庫 - 1999年（平成11年）10月1日に統合し、国民生活金融公庫（現・株式会社日本政策金融公庫）に改組。
- 森林開発公団及び農用地整備公団 - 1999年（平成11年）10月1日に統合し、緑資源公団（現・国立研究開発法人森林総合研究所森林農地整備センター）に改組。
- 雇用促進事業団 - 1999年（平成11年）10月1日に独立行政法人雇用・能力開発機構に改組（→2011年（平成23年）10月に主要業務は独立行政法人高齢・障害・求職者雇用支援機構に移管して解散）。
- 国立教育会館 - 2001年（平成13年）4月1日に廃止され、文部科学省国立教育政策研究所教育研究情報センターに業務移管。
- 年金福祉事業団 - 2001年（平成13年）4月1日に年金資金運用基金（現・年金積立金管理運用独立行政法人）に改組。
- 簡易保険福祉事業団 - 2003年（平成15年）4月1日に日本郵政公社（現・日本郵政株式会社）に業務移管。
- 農林漁業団体職員共済組合 - 2004年（平成14年）4月1日に厚生年金と統合し、共済組合になる。

## 記号
特殊法人を表す㈵が「全角括弧付き特」としてUnicodeに含まれているが、現在使用されることはない。
| 記号 | Unicode | JIS X 0213 | 文字参照          | 名称                                           |
| ---- | ------- | ---------- | ----------------- | ---------------------------------------------- |
| ㈵   | U+3235  | -          | &#x3235; &#12853; | 全角括弧付き特 PARENTHESIZED IDEOGRAPH SPECIAL |
| ㊕   | U+3295  | -          | &#x3295; &#12949; | 丸特 CIRCLED IDEOGRAPH SPECIAL                 |